# Fannia brinae
Fannia brinae är en tvåvingeart som beskrevs av Albuguerque 1951. Fannia brinae ingår i släktet Fannia och familjen takdansflugor.
Artens utbredningsområde är Frankrike. Inga underarter finns listade i Catalogue of Life.